# Усамљеност простих бројева (филм)
„Усамљеност простих бројева“ (итал. La solitudine dei numeri primi) је италијански филм из 2010. који је режирао Саверио Костанцо по истоименој књизи Паола Ђордана. Филм је премијерно приказан на 67. Венецијанском филмском фестивалу.

## Улоге
| Глумац            | Улога           |
| ----------------- | --------------- |
| Алба Рорвахер     | Аличе Дела Рока |
| Лука Маринели     | Матија Балосино |
| Изабела Роселини  | Аделе           |
| Филипо Тими       | кловн           |
| Аурора Руфино     | Виола           |
| Маурицио Донадони | Умберто         |